# Il meglio 2
Il meglio dei Trilli è la ristampa su CD della raccolta  del gruppo I Trilli pubblicata nel 1983.

## Tracce
1. Trilli Trilli (Anonimo, Darini)
2. Canson da Cheullia (Margutti, Cappello)
3. Vico drito Pontexello (Niliomi, Deliperi, Zullo)
4. L'ultimo tango (Merli, Zullo)
5. Senza moae (Isopiro)
6. Piccon, dagghe cianin! (De Santis, Pesce)
7. Saluta Zena (Anselmi, Antola)
8. Comme t'è bella Zena (V. De Scalzi)
9. Noiatri do Braxil (Deliperi, Zullo)
10. Schitta pescio (Carrai, A. De Scalzi)